# Zgornji Jakobski Dol
Zgornji Jakobski Dol – wieś w Słowenii, w gminie Pesnica. W 2018 roku liczyła 327 mieszkańców.